# Folkmusiknatta
Folkmusiknatta är en årligen återkommande folkmusikfestival i Falun, Dalarna. 
Varje höst tillströmmar 600 musiker för att delta i Folkmusiknatta på Folkets hus i Falun. Förutom konserter med svenska och utländska artister och spelmän är Folkmusiknatta dessutom en inomhusspelmanstämma.
Folkmusiknatta uppstod när den betydligt mer erkända Falun Folkmusik Festival slutade arrangeras i början av 2000-talet. Folkmusiknatta är till formatet betydligt mindre – och inomhus – men är viktig för Dalarnas starka folkmusiktradition.
Akter som uppträtt på Folkmusiknatta är skotska LAU, Treva, Siljansbygdens Balalajkor, Gränslöst, Andrew Scotts och Plastic Paddy.
Arrangerar gör Falufolk & DalFolk, Folkmusikens hus i samarbete med Dalarnas spelmansförbund, Faluns dans- och musikskola och Studieförbundet Bilda Gävle/Dala.